# U.S. Smokeless Tobacco Company
Die U.S. Smokeless Tobacco Company (früher: United States Tobacco Company) produziert Smokeless Tobacco und ist seit Januar 2009 ein Tochterunternehmen der Altria Group, Inc. Die Firmenzentrale befindet sich in Richmond, Virginia. Die Produktionsstätten liegen in Nashville, Tennessee, in Franklin Park, Illinois und in Hopkinsville, Kentucky.
Die führenden Marken der U.S. Smokeless Tobacco Company sind Copenhagen und Skoal.  Dazu kommen noch Marken im Niedrigpreissegment wie beispielsweise Red Seal und Husky.
Die Firmengeschichte beginnt 1822 als George Weyman, der Erfinder von Copenhagen Snuff, in Pittsburgh einen Tabakladen eröffnet. In den 1860er-Jahren beteiligte er seine Söhne und es wurde Weyman & Sons Tobacco daraus. Nach seinem Tod 1870 wurde der Name auf Weyman & Bros geändert. 1905 wird Weyman & Bro. von der American Tobacco Company gekauft. Nach der Auflösung der American Tobacco Company im Jahre 1912 wird im Anschluss daran die Weyman-Bruton Company gegründet. 1922 wird aus Weyman-Bruton die United States Tobacco Company. Aus dieser wird 2001 die U.S. Smokeless Tobacco Company.
USST wurde 2009 von der Altria Group aufgekauft, zu der auch Phillip Morris gehört.